# Мала Піца
Мала Піца (рос. Малая Пица) — село в Дальнеконстантиновському районі Нижньогородської області Російської Федерації.
Населення становить 524 особи. Входить до складу муніципального утворення Малопіцька сільрада.

## Історія
Від 2009 року входить до складу муніципального утворення Малопіцька сільрада.

## Населення
| 2002 | 2010 |
| ---- | ---- |
| 725  | ↘524 |